# 第5装甲師団 (ドイツ連邦陸軍)
第5装甲師団（ドイツ語：5. Panzerdivision）は、ドイツ連邦陸軍の師団のひとつ。2001年9月に解散した。師団の部隊は主にライン川を中心にヘッセン地域のコブレンツ、ツヴァイブリュッケンおよびゾントラに駐屯していた。

## 歴史

### 第1次・第2次編制
1956年2月から3月にかけてA5戦闘群とB5戦闘群および第5装甲砲兵連隊が基幹部隊として編成され、同年中にバイエルン州のグラーフェンヴェーア演習場とホーエンフェルス演習場にて編成され、ウルムに司令部を置く第2軍団に所属した。
- 師団司令部中隊　在グラーフェンヴェーア
- A5戦闘群　在ホーエンフェルス
- B5戦闘群　在グラーフェンヴェーア
- 第5戦車大隊　在ホーエンフェルス
- 第15戦車大隊　在グラーフェンヴェーア
- 第5装甲擲弾兵大隊　在ホーエンフェルス
- 第15装甲擲弾兵大隊　在グラーフェンヴェーア
- 第5駆逐戦車大隊　在グラーフェンヴェーア
- 第5装甲砲兵大隊　在グラーフェンヴェーア
- 第5装甲防空大隊　在グラーフェンヴェーア
- 第5装甲工兵大隊　在ハン・ミュンデン、のち1958年内にディリンゲン・アン・デア・ドナウへ移転。
- 第5装甲通信大隊　在グラーフェンヴェーア
- 第5衛生大隊　在ブランネンブルク＝デガンドルフ
- 第5軽武器整備中隊　在グラーフェンヴェーア
- 第5野戦憲兵中隊　在グラーフェンヴェーア
- 第5装甲偵察大隊　在ヘーマー

1957年、師団司令部はヴェッツラーおよびコブレンツに移転し、1958年1月1日に第3軍団に所属変更し、同年中に師団は北大西洋条約機構に結合される。さらに1958年には新編されたC2戦闘群が配属される。

### 第2次・第3次編制
1959年の第2次編制で装甲戦闘群は装甲旅団に再編成される。
- 第13装甲擲弾兵旅団（旧A5戦闘群）
- 第14装甲旅団（旧B5戦闘群）
- 第15装甲旅団（旧C5戦闘群）

1962年、師団司令部はラーン川を超えてディーツに移転される。1977年、第14装甲旅団は第12装甲師団に配転される。これと引き換えに第2装甲擲弾兵師団から第6装甲旅団が転属する。
- 第13装甲擲弾兵旅団　在ヴェッツラー
- 第6装甲旅団　在ノイシュタット (ヘッセン)
- 第15装甲旅団　在コブレンツ

1981年に第6装甲旅団が第14装甲旅団に改称される。

### 第4次編制
1986年、師団は以下のような構成であった。
- 第13装甲擲弾兵旅団　在ヴェッツラー
- 第14装甲旅団　在ノイシュタット (ヘッセン)
- 第15装甲旅団　在コブレンツ
- 第5砲兵教導連隊　在イーダル＝オーバーシュタイン
  - 第51野戦砲兵教導大隊
  - 第52ロケット砲兵教導大隊　在イーダル＝オーバーシュタイン
  - 第53観測教導大隊　在イーダル＝オーバーシュタイン
  - 第5監視中隊　在ギーセン
- 師団直轄部隊
  - 第5防空砲兵連隊　在ロルヒ
  - 第5装甲偵察大隊　在ゾントラ
  - 第5工兵大隊
  - 第5通信大隊　在ディーツ
  - 第5補給大隊　在ヴェッツラー
  - 第5整備大隊　在ギーセン
  - 第5衛生大隊　在コブレンツ
  - 第51から第55野戦予備大隊（非現役）
  - 第56猟兵大隊（非現役）　在ギーセン
  - 第57猟兵大隊（非現役）　在グアーデン
  - 第58警備大隊（非現役）　在グアーデン
  - 第5陸軍航空隊　在メンディング
  - 第5軍楽隊　在コブレンツ

第5次編制で師団は再編成する事になり、第4防衛管区司令部と合併し第4防衛管区司令部 / 第5装甲師団となる。1991年に第4防衛管区司令部は第2防衛管区司令部に改称され、第2防衛管区司令部 / 第5装甲師団となる。1996年、第13装甲擲弾兵師団から第39装甲旅団が配転される。2001年9月30日に師団は解散し、第14装甲旅団は師団の紋章を継承する。

### 実働任務
師団は、1960年3月にモロッコで発生した地震の救援のため第5衛生大隊がアガディールに派遣される。国内では1962年2月の洪水（de:Sturmflut 1962）と、1984年2月のラーン川の洪水に出動している。

## 歴代師団長
| 代 | 氏名                                                                                       | 着任          | 離任           |
| -- | ------------------------------------------------------------------------------------------ | ------------- | -------------- |
| 1  | ハインリヒ・バロン・フォン・ベーア陸軍少将 Heinrich Baron von Behr                         | 1956年10月1日 | 1959年12月7日  |
| 2  | ギュンター・パーペ陸軍少将 de:Günther Pape                                                 | 1960年3月1日  | 1962年6月30日  |
| 3  | アルベルト・シュネツ陸軍少将 de:Albert Schnez                                              | 1962年10月1日 | 1965年3月31日  |
| 4  | ハインツ・フューケルハイム陸軍少将 Heinz Hükelheim                                         | 1965年4月1日  | 1967年9月30日  |
| 5  | ベルント・フライターク・フォン・ローリングホーフェン陸軍少将 Bernd Freytag von Loringhoven | 1967年10月1日 | 1969年4月30日  |
| 6  | ハンス＝ヨアヒム・フォン・ホップフガルテン陸軍少将 de:Hans-Joachim von Hopffgarten         | 1969年5月1日  | 1970年9月30日  |
| 7  | ハインツ＝ゲオルク・レム陸軍少将 Heinz-Georg Lemm                                          | 1970年10月1日 | 1974年1月15日  |
| 8  | クルト・フォン・デア・オステン陸軍少将 Kurt von der Osten                                  | 1974年1月15日 | 1975年9月26日  |
| 9  | ホルスト・ヴェナー陸軍少将 Horst Wenner                                                    | 1975年9月27日 | 1979年9月30日  |
| 10 | ヴェルナー・ハイト陸軍少将 Werner Heyd                                                     | 1979年10月1日 | 1980年9月7日   |
| 11 | ゲッツ・マイアー陸軍少将 Götz Mayer                                                        | 1980年12月5日 | 1982年9月30日  |
| 12 | フランツ・ウーレ＝ヴェットラー陸軍少将 de:Franz Uhle-Wettler                               | 1982年10月1日 | 1984年7月11日  |
| 13 | ヴィルヘルム・ヤコービ陸軍少将 Wilhelm Jacoby                                              | 1984年7月11日 | 1986年11月30日 |
| 14 | ペーター・ローデ陸軍少将 Peter Rohde                                                       | 1986年12月1日 | 1991年9月30日  |
| 15 | ディーター・シュテックマン陸軍少将 de:Dieter Stöckmann                                     | 1991年10月1日 | 1993年6月24日  |
| 16 | クラウス・フォン・ハイメンダール陸軍准将 Klaus von Heimendahl                              | 1993年10月1日 | 1994年3月31日  |
| 17 | ヘリベルト・グッテルマン陸軍少将 Heribert Göttelmann                                       | 1994年4月1日  | 1995年3月31日  |
| 18 | クラウス・フリューハーバー陸軍少将 Klaus Frühhaber                                         | 1995年4月1日  | 1997年9月30日  |
| 19 | ヴェルナー・ヴィダー陸軍少将 Werner Widder                                                 | 1997年10月1日 | 1998年3月31日  |
| 20 | ホルガー・カンマーホフ陸軍少将 de:Holger Kammerhoff                                        | 1998年4月1日  | 2000年         |
| 21 | アクセル・ビュルゲナー陸軍少将 de:Axel Bürgener                                            | 2000年        | 2001年9月30日  |